# Lysiphlebus confusus
Lysiphlebus confusus är en stekelart som beskrevs av Tremblay och Eady 1978. Lysiphlebus confusus ingår i släktet Lysiphlebus och familjen bracksteklar. Arten är reproducerande i Sverige. Inga underarter finns listade i Catalogue of Life.